# Norwegian Viva
El Norwegian Viva es un crucero de la clase Prima de Norwegian Cruise Line. Es el segundo de los seis barcos de la clase Proyecto Leonardo de la flota de Norwegian Cruise Line. Norwegian recibió el barco el 3 de agosto de 2023 y realizó su viaje inaugural una semana después.

## Historial
Norwegian Cruise Line encargó cuatro barcos bajo el "Proyecto Leonardo" en febrero de 2017, que se acabaría convirtiendo en la clase Prima, y en el que se incluía el Norwegian Viva.